# Sedum andegavense
Sedum andegavense és una espècie de crespinell dins la família crassulàcia. A Catalunya és molt rara.

## Descripció
És un teròfit que fa de dos a vuit centímetres d'alt amb les flors curtament pedunculades; fol·licles erectes, rugosos; fulles subgloboses; planta normalment verda; flors tetràmeres o pentàmeres; pètals blanquinosos aguts, de longitud aproximadament doble que la dels sèpals. Floreix d'abril a juny.

## Distribució i hàbitat
Apareix a l'occident de la regió mediterrània, al Marroc, l'Algèria occidental, al centre i sud de la península Ibèrica, Còrsega, Sardenya i la regió d'Angers a França. Als Països Catalans es troba a l'Alt Empordà a la península del cap de Creus sobre roques esquistoses silícies i recentment (2014) s'ha obervat a les Muntanyes de Prades a un altitud de 800 a 1060 metres.